# Carex phacota
Carex phacota är en halvgräsart som beskrevs av Spreng.. Carex phacota ingår i släktet starrar, och familjen halvgräs. IUCN kategoriserar arten globalt som livskraftig. Inga underarter finns listade i Catalogue of Life.